# Resolució 1167 del Consell de Seguretat de les Nacions Unides
La Resolució 1167 del Consell de Seguretat de les Nacions Unides fou adoptada per unanimitat el 14 de maig de 1998. Després de recordar totes les resolucions sobre la situació a Tadjikistan i a la frontera entre l'Afganistan i Tadjikistan, el Consell va prorrogar el mandat de la Missió d'Observadors de les Nacions Unides a Tadjikistan (UNMOT) durant sis mesos més fins al 15 de novembre de 1998.
En el preàmbul de la resolució, a'observa que els progressos en el procés de pau era molt lents, amb violacions de l'alto el foc i una situació precària en algunes parts del país. La intensificació dels contactes entre el govern de Tadjikistan i l'Oposició Tadjik Unida (OTU) havien contribuït a contenir les crisis.
El Consell de Seguretat va condemnar la represa dels combats a Tadjikistan, cridant a totes les parts a posar en pràctica la pau i els acords militars i el calendari proposat per la Comissió de Reconciliació Nacional inclòs el nomenament de Representants de l'OTU en càrrecs del govern. Es van prendre totes les mesures per crear un entorn per facilitar la celebració d'eleccions. També es va demanar als partits tadjiks que vetllin per la seguretat de les forces de la UNMOT i de manteniment de la pau de la Comunitat d'Estats Independents. Dins dels tres mesos següents a l'aprovació de la resolució actual, el secretari general Kofi Annan ha de presentar un informe sobre l'aplicació de la Resolució 1167 i de tots els esdeveniments importants.